# Louise Hammond
Louise Hammond Raymond, née le 29 décembre 1886 à New York et morte en août 1991 à Scarsdale, est une joueuse de tennis américaine du début du XXe siècle. 

## Biographie
Elle a notamment été deux fois finaliste en simple dames à l'US Women's National Championship, en 1910 et 1916, respectivement battue par les favorites Hazel Hotchkiss et Molla Bjurstedt Mallory. Elle a aussi atteint la finale du double mixte à deux reprises (1908 et 1909), chaque fois associée à Raymond Little.

## Palmarès (partiel)

### Finales en simple dames
| No | Date       | Nom et lieu du tournoi                  | Catégorie | Surface      | Vainqueure      | Score    |          |
| -- | ---------- | --------------------------------------- | --------- | ------------ | --------------- | -------- | -------- |
| 1  | 20/06/1910 | US National Championships, Philadelphie | G. Chelem | Gazon (ext.) | Hazel Hotchkiss | 6-4, 6-2 | Parcours |
| 2  | 05/06/1916 | US National Championships, Philadelphie | G. Chelem | Gazon (ext.) | Molla Bjurstedt | 6-0, 6-1 | Parcours |

### Finales en double dames
| No | Date       | Nom et lieu du tournoi                 | Catégorie | Surface      | Vainqueures                        | Partenaire  | Score          |          |
| -- | ---------- | -------------------------------------- | --------- | ------------ | ---------------------------------- | ----------- | -------------- | -------- |
| 1  | 08/06/1914 | US National Championships Philadelphie | G. Chelem | Gazon (ext.) | Mary Kendall Browne Louise Riddell | Edna Wildey | 10-8, 6-2      | Parcours |
| 2  | 05/06/1916 | US National Championships Philadelphie | G. Chelem | Gazon (ext.) | Molla Bjurstedt Eleonora Sears     | Edna Wildey | 4-6, 6-2, 10-8 | Parcours |

### Finales en double mixte
| No | Date       | Nom et lieu du tournoi                 | Catégorie | Surface      | Vainqueures                        | Partenaire     | Score         |          |
| -- | ---------- | -------------------------------------- | --------- | ------------ | ---------------------------------- | -------------- | ------------- | -------- |
| 1  | 22/06/1908 | US National Championships Philadelphie | G. Chelem | Gazon (ext.) | Edith Rotch Nathaniel Niles        | Raymond Little | 6-4, 4-6, 6-4 | Parcours |
| 2  | 21/06/1909 | US National Championships Philadelphie | G. Chelem | Gazon (ext.) | Hazel Hotchkiss Wallace F. Johnson | Raymond Little | 6-2, 6-0      | Parcours |

## Parcours en Grand Chelem (partiel)
Si l’expression « Grand Chelem » désigne classiquement les quatre tournois les plus importants de l’histoire du tennis, elle n'est utilisée pour la première fois qu'en 1933, et n'acquiert la plénitude de son sens que peu à peu à partir des années 1950.

### En simple dames
| Année | - | - | Championnat de France | Championnat de France | Wimbledon | Wimbledon | US National | US National     |
| ----- | - | - | --------------------- | --------------------- | --------- | --------- | ----------- | --------------- |
| 1910  | - | - | -                     | -                     | -         | -         | Finale      | Hazel Hotchkiss |
| 1916  | - | - | -                     | -                     | -         | -         | Finale      | Molla Bjurstedt |

À droite du résultat, l’ultime adversaire.

### En double dames
| Année | - | - | Championnat de France | Championnat de France | Wimbledon | Wimbledon | US National        | US National             |
| ----- | - | - | --------------------- | --------------------- | --------- | --------- | ------------------ | ----------------------- |
| 1914  | - | - | -                     | -                     | -         | -         | Finale Edna Wildey | Mary Kendall L. Riddell |
| 1916  | - | - | -                     | -                     | -         | -         | Finale Edna Wildey | M. Bjurstedt E. Sears   |

Sous le résultat, la partenaire ; à droite, l’ultime équipe adverse.

### En double mixte
| Année | - | - | Championnat de France | Championnat de France | Wimbledon | Wimbledon | US National      | US National             |
| ----- | - | - | --------------------- | --------------------- | --------- | --------- | ---------------- | ----------------------- |
| 1908  | - | - | -                     | -                     | -         | -         | Finale R. Little | Edith Rotch N. Niles    |
| 1909  | - | - | -                     | -                     | -         | -         | Finale R. Little | H. Hotchkiss Wallace F. |

Sous le résultat, le partenaire ; à droite, l’ultime équipe adverse.